# 米尼 (安德尔省)
米尼（法語：Migny，法語發音：[miɲi]），法国中部市镇，位于中央-卢瓦尔河谷大区安德尔省，隶属于伊苏丹区，其市镇面积为13.35平方公里，2022年1月1日时人口数量为110人，在法国城市中排名第30,746位。
米尼位于安德尔省东北部，阿尔农河畔，其东北侧与谢尔省接壤。

## 地名来源
根据法国地名学家埃内斯特·内格尔的论述，“Migny”一名可能最初于公元13世纪以“Maigny”的形式被记载，该名称的来源及含义尚有待考证。

## 历史
米尼的早期历史尚不清楚。根据安德尔省档案局一份资料的论述，米尼境内曾发现青铜器时期的人类活动遗迹，该区域在古代时期可能就已形成村镇。中世纪时，米尼长期为一处普通农业聚落。法国大革命后，米尼成为安德尔省的一个市镇。2009年，米尼境内安装了安德尔省境内的首座风力发电机。

## 地理

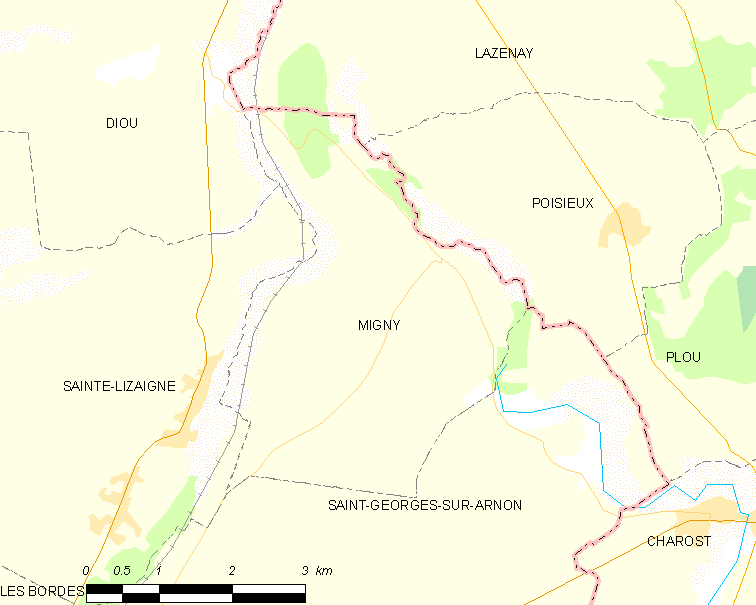
米尼市镇范围地图

米尼位于法国中部，中央-卢瓦尔河谷大区中南部和安德尔省东北部，距离省会沙托鲁大约39公里。与米尼接壤的市镇包括：迪乌、拉兹奈、普瓦雪、圣利宰涅和阿尔农河畔圣乔治。

### 地形
米尼位于贝里平原腹地，境内以平原为主，市镇中心地势较为平坦，部分区域略有起伏，全境海拔在112到153米之间。

### 水文
阿尔农河自东南向西北流经米尼市区北部，其右岸为废弃采石场遗留形成的普雷勒水塘（Plan d'eau de la Presle）。

### 植被
米尼属于温带阔叶混交林区，林地多分布于河流附近。
在鲜花城市的评比中，米尼被评为1星级鲜花城市。

### 气候
米尼在柯本气候分类法中属于温带海洋性气候（Cfb）。

## 行政区划
米尼的市镇编号为36125，邮政编号为36260。
在行政管理方面，米尼隶属于法国中央-卢瓦尔河谷大区安德尔省伊苏丹区；在地方选举方面，米尼隶属于伊苏丹县，其市镇范围全境被划入安德尔省第二选区；在社会管理方面，米尼是伊苏丹地区市镇公共社区的组成部分。
截至2024年7月，米尼市镇范围内暂无任何城市敏感街区及城市政策优先街区。
法国国家统计与经济研究所（简称“INSEE”）在进行数据统计时，未将米尼划入任何城市核心区（Unité urbaine），并将包括米尼在内的周边共11个市镇划为伊苏丹城市区。自2020年起，伊苏丹城市区被包含20个市镇的伊苏丹城市辐射区代替。此外，INSEE还将米尼市镇整体看作一个“块区”（IRIS），以便于统计人口分布情况。

## 交通

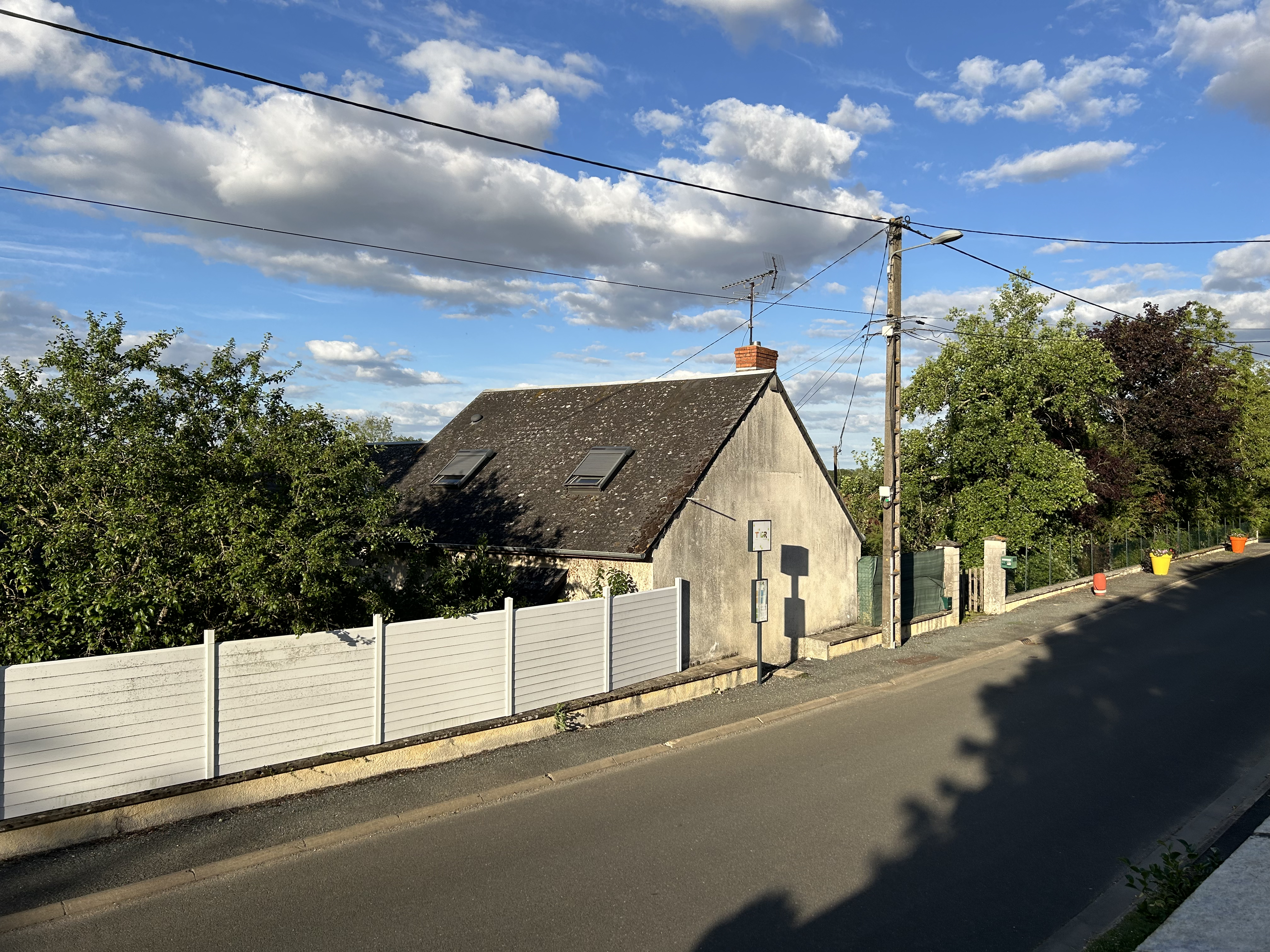
米尼巴士停靠站

### 公路
安德尔省省道D2线、D9线和D34线在米尼境内交汇。
2020年，80.0%的米尼家庭拥有至少一辆私人汽车。2014年，米尼境内共发生各类交通事故1起，造成1人重伤。
| 8 | 20 |

| 沙托鲁 | 40 |

| 伊苏丹 | 11 |

| 阿尔农河畔圣乔治 | 3.8 |

### 铁路
莱索布赖—蒙托邦铁路经过米尼市镇范围西部但未设站。
距离米尼最近的运营中的客运铁路车站为4.5公里外的圣利宰涅站，该站停靠往返于奥尔良和克勒兹河畔阿让通一线的区域列车，部分班次可直通利摩日。

### 航空
米尼距离沙托鲁机场的公路里程大约38公里。

### 城市公共交通
米尼是伊苏丹城市公共交通（商业名称为“TIGR”）的服务范围。截至2024年7月，该系统共包括一条市区线路和三条郊区线路，其中郊区2路经过米尼市区。

## 政治

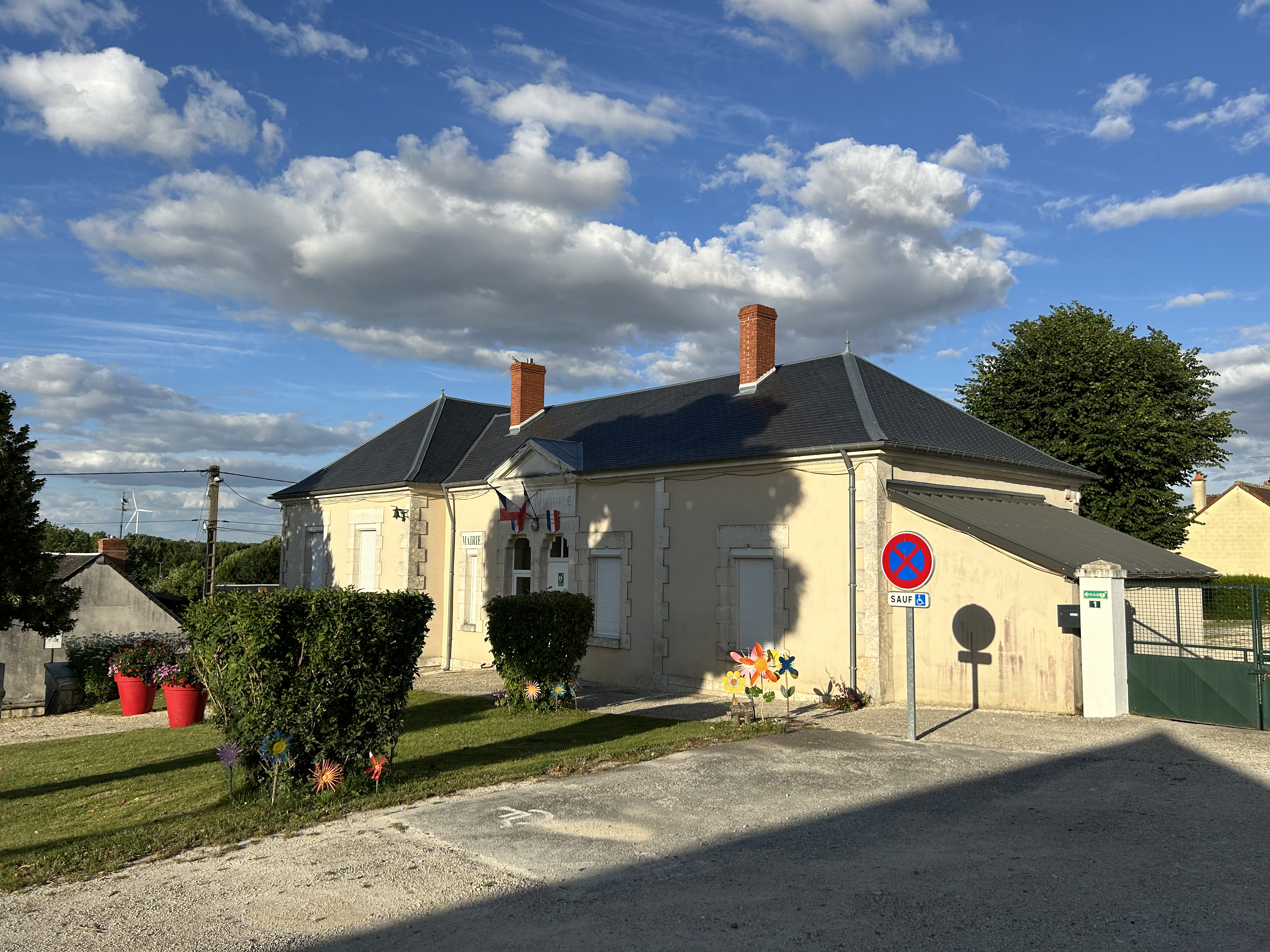
米尼市政厅

米尼的现任市长为亚历山德拉·达里诺女士（Alexandra DARINOT），她是一名无党派人士，在2020年的市政选举中获得了100%的支持率（无其他候选人）。
在2022年的法国总统大选的第二轮选举中，法国极右翼政党国民阵线主席玛丽娜·勒庞在米尼获得了68.42%的支持率。

## 人口
2021年，米尼市镇人口数量为113，在法国排名第30,746位。其中男性58人，女性57人，75岁及以上人口占5.2%，外籍人口数量为2人，人口密度为8人/平方公里，当地居民被称为（男性）或（女性）。2022年，米尼境内出生0人，死亡人口0人。
| 米尼1901年－2021年人口变化情况 |
|                                |
| 数据来源：Cassini、INSEE       |

## 经济
2020年，米尼市镇范围内共有各类用人单位（包含自雇）22家，比2017年减少了一家。

## 财政与居民收入
2022年，米尼的财政收入总额为155,030欧元，财政支出总额为104,200欧元，当年的债务总额为15,100欧元。2022年，米尼市镇通过增值税获得0欧元的收入，此外当地还共获得了40,350欧元的国家直接财政补助。
| 米尼居民收入情况                                 | 米尼居民收入情况 | 米尼居民收入情况      | 米尼居民收入情况 |
| 内容                                             | 米尼             | 法国                  | 统计年份         |
| ------------------------------------------------ | ---------------- | --------------------- | ---------------- |
| 征税家庭总数                                     | 47               | 1,081（法国市镇平均） | 2022年           |
| 居民平均月收入                                   | 3,095欧元        | 2,435欧元             | 2022年           |
| 高级职员人均月收入                               | 不详             | 4,331欧元             | 2021年           |
| 中级职员人均月收入                               | 不详             | 2,470欧元             | 2021年           |
| 普通职员人均月收入                               | 不详             | 1,801欧元             | 2021年           |
| 贫困率                                           | 不详             | 14.5%                 | 2020年           |
| 青壮年（15至64岁）失业率                         | 3.4%             | 7.4%                  | 2020年           |
| 征税家庭数量占比                                 | 55.7%            | 45.5%                 | 2020年           |
| 家庭年均纳税                                     | 4,058欧元        | 4,393欧元             | 2022年           |
| 资料来源：INSEE、L'Internaute、Le Journal du Net |                  |                       |                  |

## 社会事务

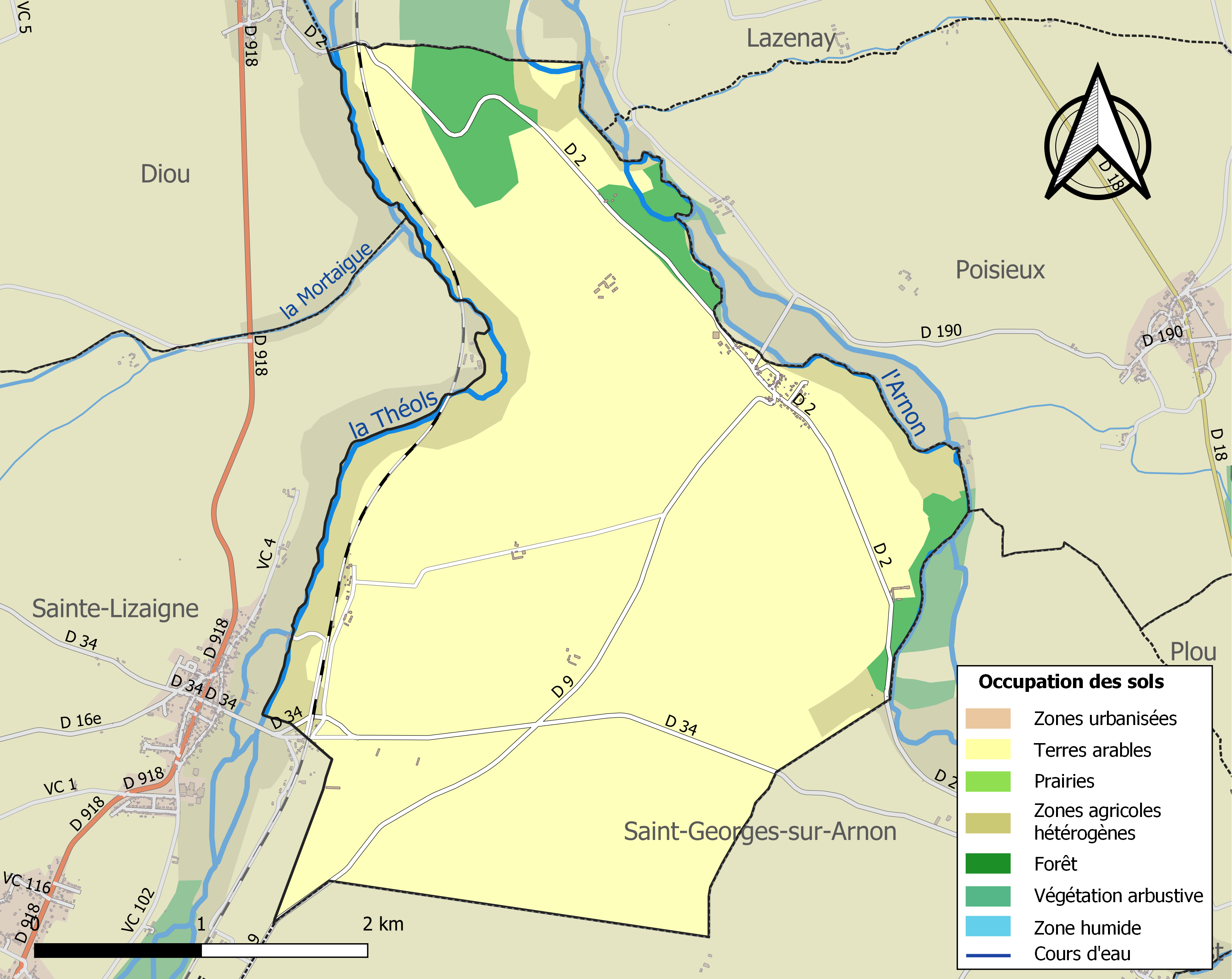
米尼土地利用情况地图

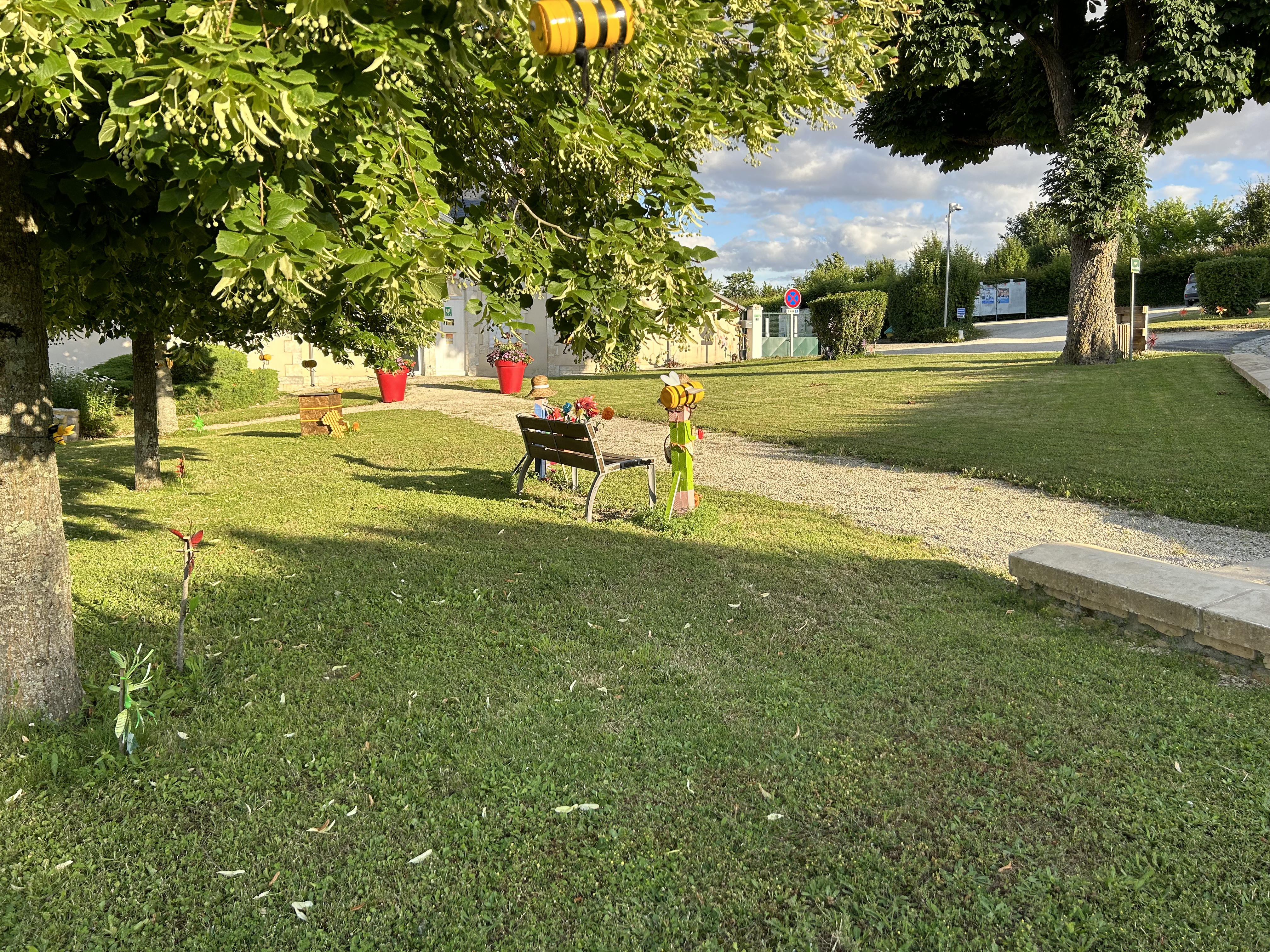
市政厅前方的儿童游乐园

### 教育
米尼属于奥尔良-图尔学区。截至2021年1月1日，米尼境内暂无任何教育机构。

### 医疗
截至2022年1月1日，米尼境内暂无任何医疗机构及相关从业人员。
距离米尼最近的区域性医疗机构为伊苏丹中心医院（Centre Hospitalier d'Issoudun），其主病区白塔医院（Hôpital de la Tour Blanche）位于伊苏丹市区，距离米尼市区的正常车程大约9分钟，该院设有床位413个。

### 住房
2020年，米尼境内共有各类住房60套，均为独立式住宅。常住房屋占米尼市镇范围内居民建筑总量的81.7%。
在住房保障政策方面，2018年，米尼境内共有小于5户家庭获得了住房经济补助。

### 商业
2021年，米尼境内共有1家泥瓦匠。

### 体育
2021年，米尼境内共有1处网球场。
截至2024年7月，米尼境内暂无任何注册足球俱乐部。

### 环境
米尼的环境事务由其所属的伊苏丹地区市镇公共社区联合各级政府协调负责。2023年，米尼境内暂无污染企业。

### 治安
米尼及其附近的共71个市镇是伊苏丹国家宪兵队（zone gendarmerie d'Issoudun）的管辖范围。2020年，该宪兵队累计记录各类案件1,473起，其中盗窃类案件746起，经济类案件220起，毒品交易类案件37起。

## 文化

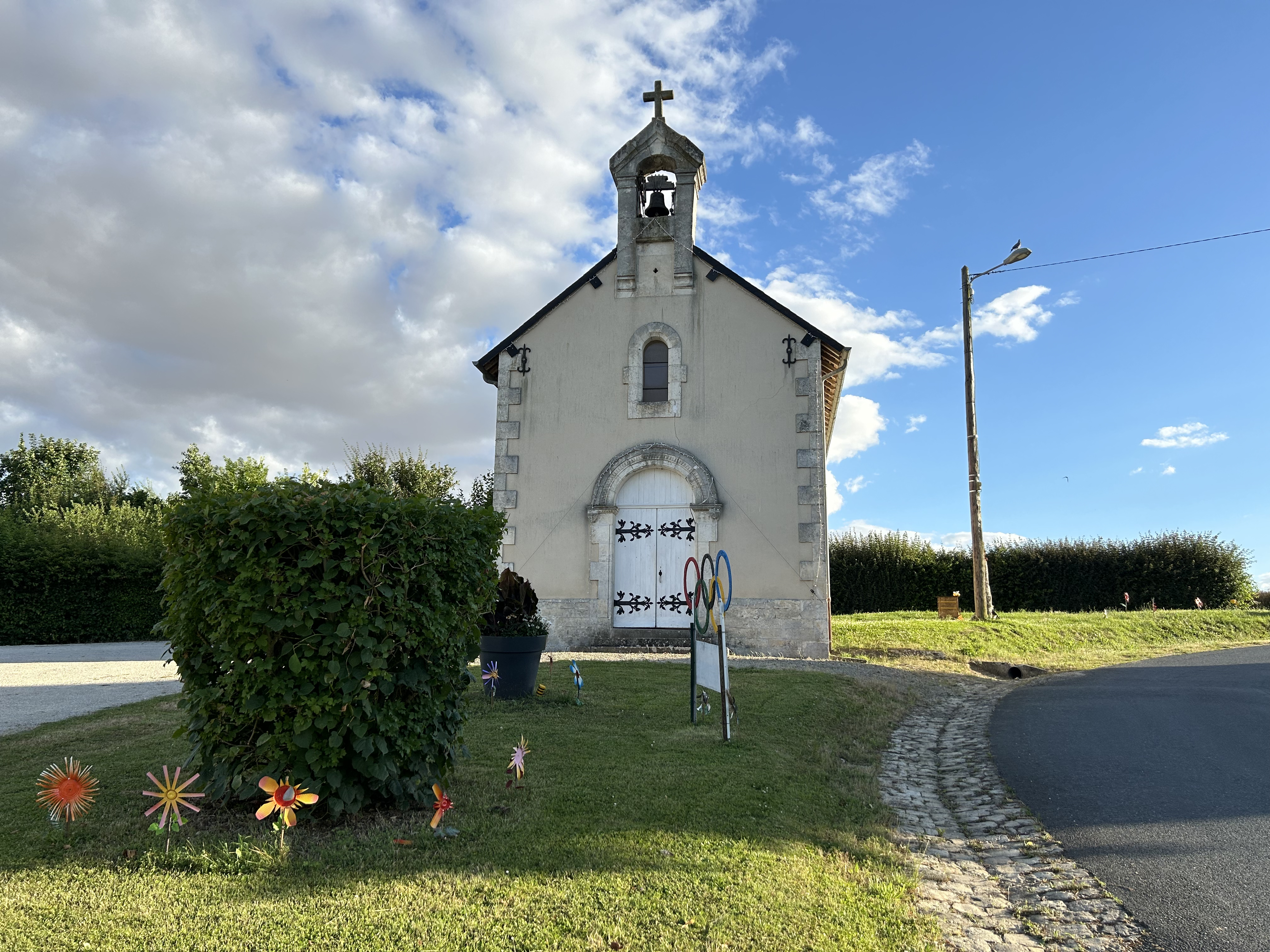
一处小教堂

2021年，米尼境内暂无任何文化设施。

### 建筑
米尼境内有多处历史建筑，其中市政厅南侧的小教堂是当地的地标性建筑物。

### 旅游
米尼的旅游事务由其所属的伊苏丹地区市镇公共社区联合各级政府协调负责。2023年，米尼境内暂无任何游客接待设施。

### 媒体
法国主要的媒体均可在米尼接收，法国电视三台下属的中央-卢瓦尔河谷大区频道在部分时段播出米尼所在安德尔省的地方新闻。《中西部新共和国报》、蓝色法兰西贝里广播、伊苏丹贝里第一电视台等是当地主要的地方性媒体。

## 友好城市
截至2024年7月，米尼暂未与任何城市建立友好城市关系。